# Animalismus

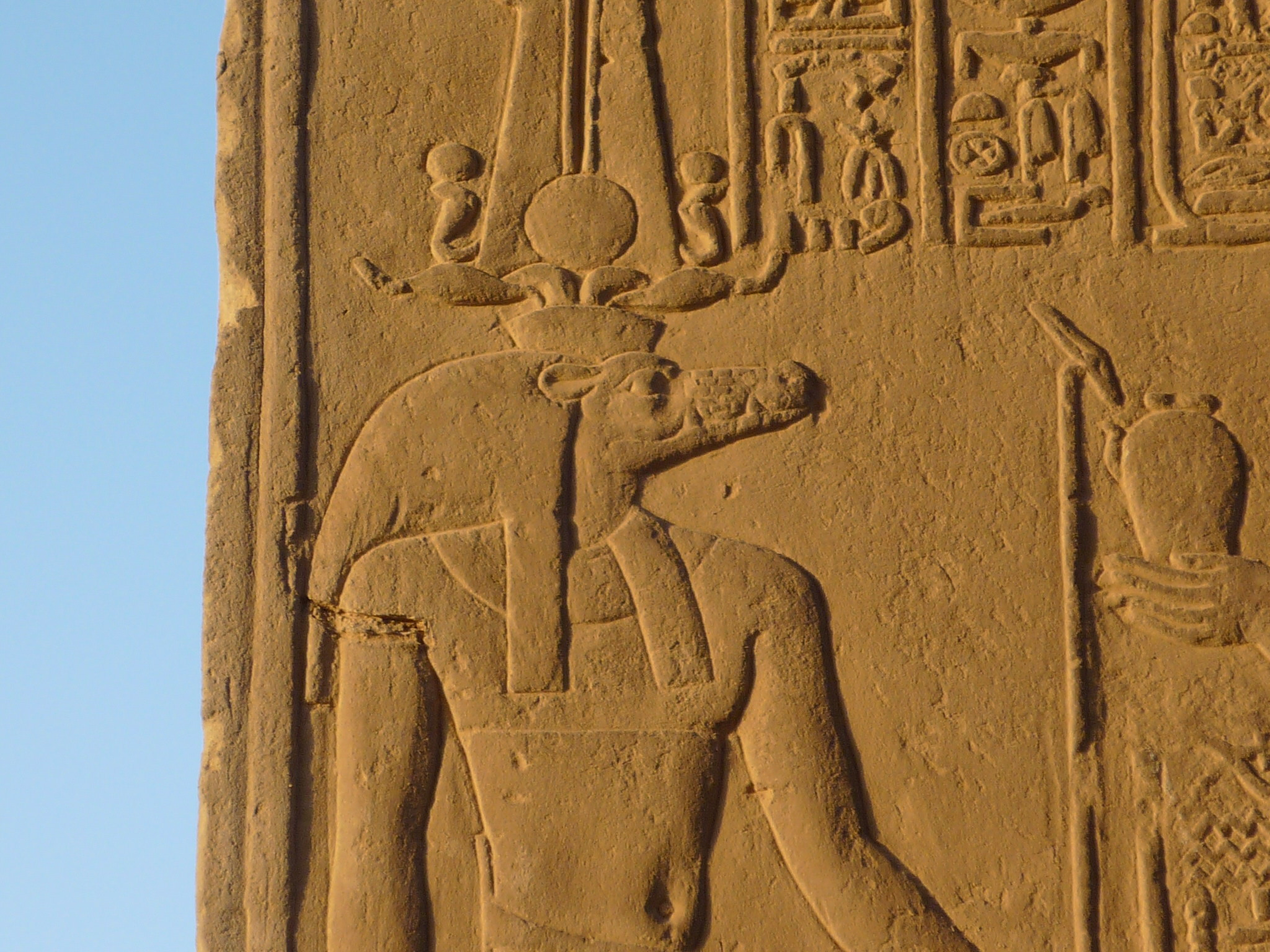
Sobek, der Gott mit dem Krokodilkopf, hier in einem Relief seines Tempels in Kom Ombo, ist ein Vertreter der animalistischen Götter des Alten Ägyptens

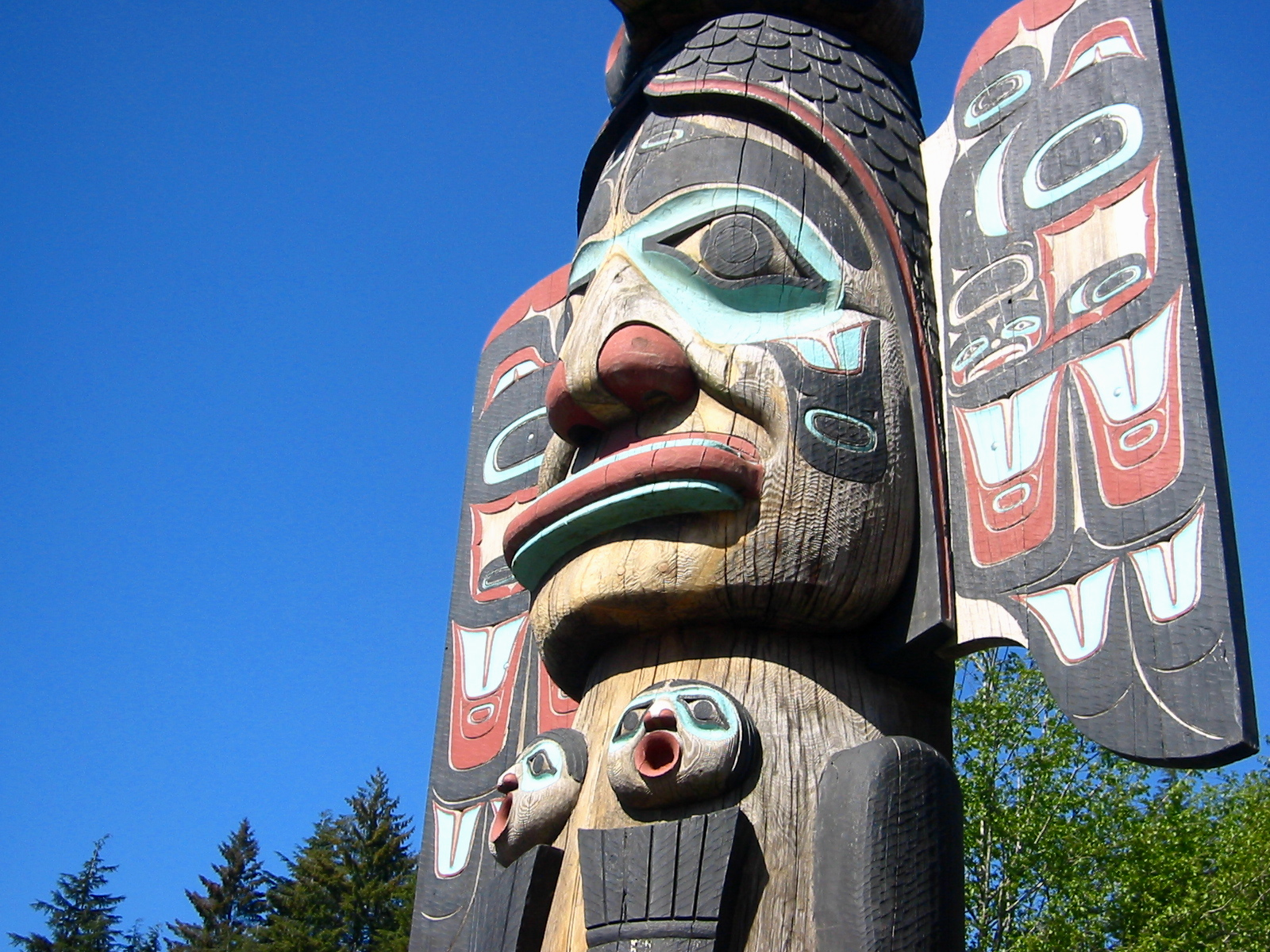
Totempfahl der Tlingit in Ketchican, Alaska

Animalismus bezeichnet in erster Linie die religiöse Bindung an Tiere, die als beseelt, menschenähnlich oder als Sitz höherer Mächte angesehen werden. Er gehört vor allem in die animistischen Allbeseeltheitsvorstellungen der Jäger und Sammler. Konkret handelt es sich etwa um die Verehrung tierischer Schutzgeister, um Alter Ego-Außenseelen, religiösen Individual-Totemismus oder mythische Ahnen aus der Tierwelt.
Animalistische Vorstellungen drücken sich vor allem in der Jagdmagie und den Versöhnungsriten aus.
Jagdmagie ist der Einsatz übermenschlicher Kräfte in sehr unterschiedlichen kultischen Handlungen, um den Erfolg einer Jagd herbeizuführen.
Versöhnungsriten haben immer das Ziel, wichtige oder gefährliche kosmische Mächte zu versöhnen, wenn der Mensch gezwungenermaßen gegen religiöse Vorschriften verstoßen muss. Im animalistischen Kontext handelt es sich bei den Geistwesen etwa um die Seelen getöteter Wild- oder Haustiere, damit ihre Verwandten nicht zukünftig vor dem Menschen fliehen oder getötete Raubtiere sich nicht rächen. In sehr vielen Wildbeuterkulturen steht der sogenannte „Herr bzw. die Herrin der Tiere“ im Zentrum der Riten: Es gibt spezielle Vorschriften für die Vorbereitung, Ausführung und Beendigung der Jagd, um von dieser Gottheit die Erlaubnis zum Töten der Tiere und ihr Wohlwollen bei der Jagd zu erhalten und sie für den Verlust, den sie durch die Jagd erlitten hat, zu entschädigen (etwa durch Opferung bestimmter Teile wie Knochen, Fell etc.).

## Begriff
Der Begriff stammt aus der älteren Völkerkunde (Ethnologie) und Religionsgeschichte. In manchen evolutionistischen Theorien wurde der Animalismus als Vorläufer des Totemismus und Ausdruck einer uralten „Jägermentalität“ des Menschen gesehen. Solche weitreichenden Schlussfolgerungen gelten heute als überholt. Wegen ihrer Vieldeutigkeit wird die sehr allgemeine Bezeichnung kaum noch verwendet und stattdessen durch die jeweiligen Spezialausdrücke für ein Phänomen ersetzt.

### Animalismus und Hominismus
Neben dem ethnologischen Begriff existiert noch das Begriffspaar „Animalismus und Hominismus“ des Soziologen Werner Sombart. Er bezeichnete jede Form einer Weltanschauung als Animalismus, die den Menschen nicht als eigene Daseinsart definiert, sondern ihn als Art der Tiere und damit Teil der animalischen Natur betrachtet. Das Gegenteil des Animalismus – die Vorstellung von der kosmischen Sonderstellung des Menschen als einzigem Wesen mit einer Seele – nannte er Hominismus. Sombart veröffentlichte diese Definition in seinem 1938 erschienenen Werk Vom Menschen. Versuch einer geisteswissenschaftlichen Anthropologie. In dieser Bedeutung spielt der Begriff Animalismus heute keine Rolle mehr.